# Théâtre de marionnettes Pinokio
Le Théâtre de marionnettes Pinokio (en serbe cyrillique : Позориште лутака Пинокио ; en serbe latin : Pozorište lutaka Pinokio) est un théâtre pour les enfants situé à Belgrade, la capitale de la Serbie, dans la municipalité urbaine de Zemun. Il a été créé en 1972.
Ce théâtre, spécialisé dans les spectacles de marionnettes, se trouve 9 rue Karađorđeva.

## Présentation
Le théâtre de marionnettes Pinokio a été créé sous le nom de Théâtre ambulant Pinokio en 1972. Il a été fondé par Živomir Joković, avec une petite troupe constituée de trois acteurs : Vera Ignjatović, Branislava Stanišić et Jovan Kovačev. Il a donné sa première représentation à Novi Sad le 13 septembre 1972 puis il s'est installé à Zemun en 1973. Il a obtenu le statut de théâtre professionnel en 1978.

## Répertoire
Le répertoire du théâtre se compose de pièces fondées sur des contes de fée traditionnels, sur des mythes et des légendes, sur des poèmes épiques ou des textes dramatiques contemporains.
Parmi les pièces représentées, on peut citer L'Arrivée à Marionnetteville de Jozef Per et Leo Spáčil, Škrti Berberin d'Aleksandar Popović, Les trois petits Cochons de Borislav Mrkšić, Cendrillon d'après Charles Perrault, la Princesse au petit pois de Jirži Štreda, l'Histoire magique d'après Pierre Gripari, Le Chevalier Criquet de Cvete Janeva, Peter Pan et Histoires de mon enfance d'Igor Bojović, La Belle au bois dormant de Živomir Joković, d'après Charles Perrault, La Légende de l'empereur et du berger de Boško Trifunović, Boucles d'or et les Trois Ours d'après Hans Christian Andersen, Ivice de Dragoslav Todorović, Karius et Bactus de Thorbjørn Egner, Max Metalik de Bojan Barić, Aladin ou la Lampe merveilleuse d'Aleksandar Novaković, Pinocchio d'Aleksej Tolstoj et Eva Borisova, La Cigale et la Fourmi de Milena Depolo, Bastien et Bastienne de Nikola Zavišić ou Le Voyage autour du monde de Nebojša Jovanović.

## Tournées
Le théâtre a participé à de nombreux festivals nationaux et internationaux ; il a donné des spectacles en Italie, en Grèce, en France, en Suède, en Bulgarie, en Roumanie, en Ukraine, en Turquie, en Suisse, en Pologne, à Taïwan, en Inde ou au Canada.

## Festival
Le théâtre organise le Festival international du monodrame et de la pantomime, créé en 1973.